# Lutz (patinage)
Pour les articles homonymes, voir Lutz.

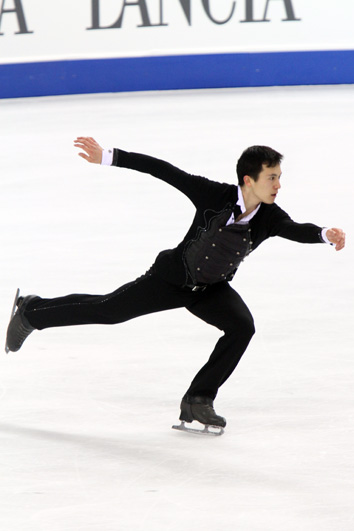
Patrick Chan aux Championnats du monde 2010.

En patinage artistique, un lutz est un saut, ainsi nommé en hommage au patineur autrichien Alois Lutz (1898-1918). Le patineur doit rouler en diagonale ou en S. Puis il prépare le saut en patinant vers l'arrière. Il glisse sur une jambe sur une carre arrière extérieure, puis la jambe libre enterre les dents de la pointe de la lame dans la glace, mais en croisant la ligne faite par la carre extérieure, donc le patineur se trouvera à tourner dans la direction opposée à celle vers laquelle il se dirige. Il saute et fait un (lutz), deux (double « lutz »), trois (triple « lutz ») et même quatre (quadruple « lutz ») tours dans les airs, pour ensuite atterrir sur la glace.
La même jambe est utilisée pour piquer et atterrir le saut.
Il est important de glisser sur une carre arrière extérieure avant de faire un lutz. L'erreur la plus commune est de changer la carre vers une carre arrière intérieure juste avant de piquer la jambe libre dans la glace. Cette erreur est connue sous le nom de « flutz » car en changeant la carre extérieure en carre intérieure, on transforme le lutz en un flip.